# Gibson (Wisconsin)
Gibson es un pueblo ubicado en el condado de Manitowoc en el estado estadounidense de Wisconsin. En el Censo de 2010 tenía una población de 1.344 habitantes y una densidad poblacional de 14,69 personas por km².

## Geografía
Gibson se encuentra ubicado en las coordenadas 44°16′56″N 87°42′25″O / 44.28222, -87.70694. Según la Oficina del Censo de los Estados Unidos, Gibson tiene una superficie total de 91.48 km², de la cual 90.78 km² corresponden a tierra firme y (0.77%) 0.7 km² es agua.

## Demografía
Según el censo de 2010, había 1.344 personas residiendo en Gibson. La densidad de población era de 14,69 hab./km². De los 1.344 habitantes, Gibson estaba compuesto por el 99.11% blancos, el 0% eran afroamericanos, el 0.22% eran amerindios, el 0.22% eran asiáticos, el 0.15% eran isleños del Pacífico, el 0.07% eran de otras razas y el 0.22% pertenecían a dos o más razas. Del total de la población el 0.6% eran hispanos o latinos de cualquier raza.